# Seznam vodních ploch v okrese Klatovy
Seznam vodních ploch v okrese Klatovy zahrnuje rybníky, nádrže a další vodní plochy nacházející se v okrese Klatovy. Nejprve je uveden název plochy, poté fotka, odkaz do kategorie s dalšími fotografiemi na projektu Wikimedia Commons. Následně plocha uváděná v hektarech, celkový objem v tisících metrech krychlových, název odtoku, geografické souřadnice, katastr, ID DIBAVOD a poznámky.
| Název                        | Foto | Galerie | Plocha [ha] | Objem [tis. m³] | Název odtoku         | Souřadnice                       | Katastr                     | ID DIBAVOD | Poznámky                                                 |
| ---------------------------- | ---- | ------- | ----------- | --------------- | -------------------- | -------------------------------- | --------------------------- | ---------- | -------------------------------------------------------- |
| Babice                       |      |         |             |                 | Rudoltický potok     | 49°25′13″ s. š., 13°7′13″ v. d.  | Černíkov                    |            |                                                          |
| Barák                        |      |         |             |                 |                      | 49°22′38″ s. š., 13°42′1″ v. d.  | Holkovice                   |            |                                                          |
| Bartoš                       |      |         |             |                 | Pečetínský potok     | 49°25′1″ s. š., 13°24′22″ v. d.  | Pečetín                     |            | též Domažlický potok                                     |
| Bašta                        |      |         |             |                 |                      | 49°21′24″ s. š., 13°15′47″ v. d. | Týnec u Janovic nad Úhlavou |            |                                                          |
| Bažantnice                   |      |         |             |                 |                      | 49°19′28″ s. š., 13°32′47″ v. d. | Nalžovské Hory              |            |                                                          |
| Bednářský rybník             |      |         |             |                 |                      | 49°24′29″ s. š., 13°40′36″ v. d. | Defurovy Lažany             |            |                                                          |
| Benátka                      |      |         |             |                 | Velkoborský potok    | 49°22′10″ s. š., 13°40′59″ v. d. | Velký Bor u Horažďovic      |            |                                                          |
| Benátka                      |      |         |             |                 | Velkoborský potok    | 49°22′10″ s. š., 13°41′ v. d.    | Velký Bor u Horažďovic      |            |                                                          |
| Blažnov                      |      |         |             |                 | Bílenický potok      | 49°13′41″ s. š., 13°38′25″ v. d. | Bílenice                    |            |                                                          |
| Bradava                      |      |         |             |                 | Úslava               | 49°20′47″ s. š., 13°28′32″ v. d. | Skránčice                   |            | též Bradavský rybník                                     |
| Brod                         |      |         |             |                 |                      | 49°19′31″ s. š., 13°26′34″ v. d. | Brod                        |            |                                                          |
| Březinka                     |      |         |             |                 |                      | 49°22′39″ s. š., 13°38′49″ v. d. | Pačejov                     |            |                                                          |
| Břežanský velký rybník       |      |         |             |                 | Mlýnský potok        | 49°20′14″ s. š., 13°37′21″ v. d. | Břežany                     |            |                                                          |
| Buděšinka                    |      |         |             |                 |                      | 49°16′56″ s. š., 13°31′35″ v. d. | Čejkovy                     |            |                                                          |
| Budětický rybníček           |      |         |             |                 |                      | 49°17′1″ s. š., 13°34′32″ v. d.  | Budětice                    |            | též U šupinky                                            |
| Budětín                      |      |         |             |                 | Pálenecký potok      | 49°24′18″ s. š., 13°44′32″ v. d. | Bezděkov u Kasejovic        |            | též Starý Budětín v mapy.cz, na hranici, okres Plzeň-jih |
| Bušek                        |      |         |             |                 |                      | 49°15′23″ s. š., 13°22′50″ v. d. | Velhartice                  |            |                                                          |
| Buxin                        |      |         |             |                 |                      | 49°23′35″ s. š., 13°37′29″ v. d. | Pačejov                     |            |                                                          |
| Cihelný rybník               |      |         |             |                 |                      | 49°23′3″ s. š., 13°29′27″ v. d.  | Plánice                     |            |                                                          |
| Cukovák                      |      |         |             |                 |                      | 49°17′13″ s. š., 13°31′42″ v. d. | Čejkovy                     |            | též Cuková                                               |
| Čedík                        |      |         |             |                 |                      | 49°23′18″ s. š., 13°18′4″ v. d.  | Klatovy                     |            |                                                          |
| Černé jezero                 |      |         |             |                 | Černý potok          | 49°10′46″ s. š., 13°10′58″ v. d. | Hojsova Stráž               |            |                                                          |
| Černohorská nádrž            |      |         |             |                 | Černohorský potok    | 48°59′43″ s. š., 13°30′55″ v. d. | Filipova Huť                |            |                                                          |
| Čertovo jezero               |      |         |             |                 | Jezerní potok        | 49°9′55″ s. š., 13°11′48″ v. d.  | Alžbětín                    |            |                                                          |
| Červený rybník               |      |         |             |                 | Nalžovský potok      | 49°19′15″ s. š., 13°33′52″ v. d. | Černíč u Hradešic           |            |                                                          |
| Čimické jezero               |      |         |             |                 |                      | 49°15′40″ s. š., 13°36′24″ v. d. | Čímice u Sušice             |            | též Čimické jezírko                                      |
| Dalovák                      |      |         |             |                 | Tedržický potok      | 49°16′55″ s. š., 13°31′14″ v. d. | Čejkovy                     |            |                                                          |
| Děkanský rybník              |      |         |             |                 |                      | 49°24′17″ s. š., 13°19′28″ v. d. | Klatovy                     |            |                                                          |
| Dílský rybník                |      |         |             |                 |                      | 49°17′8″ s. š., 13°23′35″ v. d.  | Malonice                    |            | též Díly                                                 |
| Dolejší rybník               |      |         |             |                 |                      | 49°25′8″ s. š., 13°22′45″ v. d.  | Domažličky                  |            |                                                          |
| Dolejší rybník               |      |         |             |                 |                      | 49°28′38″ s. š., 13°26′46″ v. d. | Radkovice u Měčína          |            |                                                          |
| Dolejší rybník               |      |         |             |                 | Hájovský potok       | 49°22′3″ s. š., 13°34′12″ v. d.  | Těchonice                   |            |                                                          |
| Dolejší rybník               |      |         |             |                 | Rudoltický potok     | 49°24′35″ s. š., 13°8′22″ v. d.  | Rudoltice u Černíkova       |            |                                                          |
| Dolejší rybník               |      |         |             |                 | Veřechovský potok    | 49°17′24″ s. š., 13°42′7″ v. d.  | Hejná                       |            |                                                          |
| Dolejší                      |      |         |             |                 |                      | 49°17′9″ s. š., 13°20′13″ v. d.  | Úloh                        |            |                                                          |
| Dolní Hladoměř               |      |         |             |                 | Petrovický potok     | 49°26′18″ s. š., 13°22′40″ v. d. | Měcholupy u Předslavi       |            | Měcholupský potok                                        |
| Dolní Hubenov                |      |         |             |                 |                      | 49°17′25″ s. š., 13°35′54″ v. d. | Budětice                    |            |                                                          |
| Dolní nebeský rybník         |      |         |             |                 |                      | 49°23′18″ s. š., 13°30′19″ v. d. | Zborovy                     |            |                                                          |
| Dolní Ostrov                 |      |         |             |                 | Mačický potok        | 49°13′20″ s. š., 13°40′43″ v. d. | Mačice                      |            |                                                          |
| Dolní Plánička               |      |         |             |                 | Úslava               | 49°20′41″ s. š., 13°27′23″ v. d. | Plánička                    |            |                                                          |
| Dolní Rokos                  |      |         |             |                 | Petrovický potok     | 49°26′37″ s. š., 13°22′12″ v. d. | Měcholupy u Předslavi       |            | Měcholupský potok                                        |
| Dolní rybník                 |      |         |             |                 |                      | 49°14′46″ s. š., 13°40′48″ v. d. | Damětice                    |            |                                                          |
| Dolní rybník                 |      |         |             |                 |                      | 49°19′27″ s. š., 13°45′15″ v. d. | Horažďovice                 |            |                                                          |
| Dolní rybník                 |      |         |             |                 | Biřkovský potok      | 49°28′49″ s. š., 13°12′49″ v. d. | Trnčí                       |            |                                                          |
| Drážka                       |      |         |             |                 |                      | 49°17′12″ s. š., 13°25′2″ v. d.  | Ujčín                       |            |                                                          |
| Drážský rybník               |      |         |             |                 | Habartický potok     | 49°23′7″ s. š., 13°24′17″ v. d.  | Habartice u Obytců          |            |                                                          |
| Duškovec                     |      |         |             |                 | Černíčský potok      | 49°18′58″ s. š., 13°32′18″ v. d. | Otěšín                      |            |                                                          |
| Dvorský rybník               |      |         |             |                 |                      | 49°22′42″ s. š., 13°22′20″ v. d. | Hoštice u Mochtína          |            |                                                          |
| Farský rybník                |      |         |             |                 |                      | 49°20′18″ s. š., 13°43′6″ v. d.  | Horažďovice                 |            |                                                          |
| Farský rybník                |      |         |             |                 |                      | 49°19′32″ s. š., 13°39′24″ v. d. | Malý Bor                    |            |                                                          |
| Gomora                       |      |         |             |                 |                      | 49°21′16″ s. š., 13°16′2″ v. d.  | Týnec u Janovic nad Úhlavou |            |                                                          |
| Hájek                        |      |         |             |                 |                      | 49°26′4″ s. š., 13°17′20″ v. d.  | Štěpánovice u Klatov        |            | Štěpánovický rybník                                      |
| Hajský rybník                |      |         |             |                 |                      | 49°18′5″ s. š., 13°23′13″ v. d.  | Jindřichovice u Malonic     |            |                                                          |
| Haltýř                       |      |         |             |                 |                      | 49°17′12″ s. š., 13°22′31″ v. d. | Malonice                    |            |                                                          |
| Hladoměř                     |      |         |             |                 |                      | 49°23′50″ s. š., 13°41′20″ v. d. | Újezd u Chanovic            |            |                                                          |
| Hlibůček                     |      |         |             |                 | Zhůřecký potok       | 49°21′20″ s. š., 13°46′18″ v. d. | Komušín                     |            |                                                          |
| Hluboký rybník               |      |         |             |                 | Svéradický potok     | 49°23′48″ s. š., 13°43′39″ v. d. | Chanovice                   |            |                                                          |
| Hnačovský rybník             |      |         |             |                 | Úslava               | 49°21′25″ s. š., 13°29′8″ v. d.  | Hnačov                      |            |                                                          |
| Hnáň                         |      |         |             |                 |                      | 49°19′49″ s. š., 13°30′17″ v. d. | Zavlekov                    |            |                                                          |
| Horní Hladoměř               |      |         |             |                 | Petrovický potok     | 49°26′13″ s. š., 13°22′37″ v. d. | Měcholupy u Předslavi       |            | Měcholupský potok                                        |
| Horní Hubenov                |      |         |             |                 |                      | 49°17′28″ s. š., 13°35′51″ v. d. | Budětice                    |            |                                                          |
| Horní nebeský rybník         |      |         |             |                 |                      | 49°23′15″ s. š., 13°30′17″ v. d. | Zborovy                     |            |                                                          |
| Horní Ostrov                 |      |         |             |                 | Mačický potok        | 49°13′20″ s. š., 13°40′31″ v. d. | Mačice                      |            |                                                          |
| Horní Plánička               |      |         |             |                 | Úslava               | 49°20′40″ s. š., 13°27′6″ v. d.  | Plánička                    |            |                                                          |
| Horní Rokos                  |      |         |             |                 | Petrovický potok     | 49°26′32″ s. š., 13°22′21″ v. d. | Měcholupy u Předslavi       |            | Měcholupský potok                                        |
| Horní rybník                 |      |         |             |                 |                      | 49°19′24″ s. š., 13°44′58″ v. d. | Horažďovice                 |            |                                                          |
| Hořejšák                     |      |         |             |                 | Rudoltický potok     | 49°24′43″ s. š., 13°8′12″ v. d.  | Rudoltice u Černíkova       |            |                                                          |
| Hořejšek                     |      |         |             |                 |                      | 49°21′41″ s. š., 13°46′20″ v. d. | Komušín                     |            |                                                          |
| Hořejší rybník               |      |         |             |                 | Biřkovský potok      | 49°28′45″ s. š., 13°12′43″ v. d. | Trnčí                       |            |                                                          |
| Hořejší rybník               |      |         |             |                 | Hájovský potok       | 49°22′13″ s. š., 13°34′11″ v. d. | Těchonice                   |            |                                                          |
| Hořejší rybník               |      |         |             |                 | Mlýnský potok        | 49°22′12″ s. š., 13°32′28″ v. d. | Velenovy                    |            |                                                          |
| Hořejší                      |      |         |             |                 |                      | 49°17′3″ s. š., 13°20′19″ v. d.  | Úloh                        |            |                                                          |
| Hrádečský mlýnský rybník     |      |         |             |                 |                      | 49°15′44″ s. š., 13°29′48″ v. d. | Hrádek u Sušice             |            |                                                          |
| Huličky                      |      |         |             |                 | Štěpánovický potok   | 49°25′35″ s. š., 13°17′7″ v. d.  | Štěpánovice u Klatov        |            |                                                          |
| Chalupský rybník             |      |         |             |                 | Černíkovský potok    | 49°25′27″ s. š., 13°8′4″ v. d.   | Černíkov                    |            |                                                          |
| Chanovický rybník            |      |         |             |                 |                      | 49°24′7″ s. š., 13°42′9″ v. d.   | Újezd u Chanovic            |            |                                                          |
| Chobot                       |      |         |             |                 |                      | 49°13′40″ s. š., 13°36′36″ v. d. | Dražovice u Sušic           |            |                                                          |
| Chobot                       |      |         |             |                 |                      | 49°16′6″ s. š., 13°38′35″ v. d.  | Žichovice                   |            |                                                          |
| Jánský rybník                |      |         |             |                 | Kovčínský potok      | 49°24′27″ s. š., 13°39′7″ v. d.  | Kvášňovice                  |            | též Jámský rybník                                        |
| Javůrek                      |      |         |             |                 |                      | 49°19′30″ s. š., 13°31′ v. d.    | Letovy                      |            |                                                          |
| Jelínek                      |      |         |             |                 |                      | 49°17′6″ s. š., 13°24′24″ v. d.  | Ujčín                       |            |                                                          |
| Jelínek                      |      |         |             |                 | Petrovický potok     | 49°25′54″ s. š., 13°25′30″ v. d. | Němčice u Klatov            |            | Nemčický potok                                           |
| Jezínský rybník              |      |         |             |                 |                      | 49°18′39″ s. š., 13°36′5″ v. d.  | Černíč u Hradešic           |            |                                                          |
| Ježovský rybník              |      |         |             |                 | Biřkovský potok      | 49°29′54″ s. š., 13°13′55″ v. d. | Ježov                       |            |                                                          |
| Jírovec                      |      |         |             |                 |                      | 49°20′53″ s. š., 13°40′46″ v. d. | Třebomyslice u Horažďovic   |            |                                                          |
| Kačovky                      |      |         |             |                 |                      | 49°14′35″ s. š., 13°40′15″ v. d. | Domoraz                     |            |                                                          |
| Karlovecký rybník            |      |         |             |                 |                      | 49°16′41″ s. š., 13°41′42″ v. d. | Kejnice                     |            |                                                          |
| Kaskáda Boubín               |      |         |             |                 |                      | 49°17′50″ s. š., 13°41′55″ v. d. | Boubín                      |            |                                                          |
| Kasovský rybník              |      |         |             |                 |                      | 49°24′20″ s. š., 13°42′1″ v. d.  | Újezd u Chanovic            |            |                                                          |
| Kašák                        |      |         |             |                 | Veřechovský potok    | 49°17′20″ s. š., 13°41′46″ v. d. | Hejná                       |            |                                                          |
| Kněžská                      |      |         |             |                 |                      | 49°13′21″ s. š., 13°37′36″ v. d. | Žihobce                     |            |                                                          |
| Komora                       |      |         |             |                 |                      | 49°14′43″ s. š., 13°40′54″ v. d. | Damětice                    |            |                                                          |
| Komušín                      |      |         |             |                 |                      | 49°20′53″ s. š., 13°45′11″ v. d. | Komušín                     |            |                                                          |
| Konětopský rybník            |      |         |             |                 | Velenovský potok     | 49°20′50″ s. š., 13°35′23″ v. d. | Smrkovec u Hradešic         |            | též Konětovský rybník                                    |
| Koník                        |      |         |             |                 |                      | 49°17′36″ s. š., 13°15′9″ v. d.  | Viteň                       |            |                                                          |
| Kornousek                    |      |         |             |                 |                      | 49°20′30″ s. š., 13°37′11″ v. d. | Břežany                     |            |                                                          |
| Korytanka                    |      |         |             |                 | Pačejovský potok     | 49°21′30″ s. š., 13°40′3″ v. d.  | Horažďovická Lhota          |            |                                                          |
| Korytník                     |      |         |             |                 |                      | 49°19′26″ s. š., 13°33′25″ v. d. | Nalžovské Hory              |            |                                                          |
| Korytný rybník               |      |         |             |                 | Nekvasovský potok    | 49°25′17″ s. š., 13°40′5″ v. d.  | Černice u Defurových Lažan  |            |                                                          |
| Korytný rybník               |      |         |             |                 | Petrovický potok     | 49°25′59″ s. š., 13°25′19″ v. d. | Němčice u Klatov            |            | Nemčický potok                                           |
| Kotlík                       |      |         |             |                 | Jindřichovický potok | 49°17′27″ s. š., 13°23′15″ v. d. | Malonice                    |            |                                                          |
| Kovčínský rybník             |      |         |             |                 | Kovčínský potok      | 49°24′32″ s. š., 13°37′30″ v. d. | Kovčín                      |            | též Kozčínský rybník                                     |
| Kozedře                      |      |         |             |                 |                      | 49°24′34″ s. š., 13°43′46″ v. d. | Chanovice                   |            |                                                          |
| Kozlov                       |      |         |             |                 | Týnecký potok        | 49°20′25″ s. š., 13°15′40″ v. d. | Týnec u Janovic nad Úhlavou |            |                                                          |
| Krátký rybník                |      |         |             |                 | Petrovický potok     | 49°26′7″ s. š., 13°23′50″ v. d.  | Petrovičky u Předslavi      |            | Nemčický potok                                           |
| Krč                          |      |         |             |                 | Velenovský potok     | 49°21′2″ s. š., 13°34′6″ v. d.   | Velenovy                    |            |                                                          |
| Krůtovský rybník             |      |         |             |                 | Mračovský potok      | 49°23′50″ s. š., 13°45′26″ v. d. | Slatina u Horažďovic        |            |                                                          |
| Křištínský rybník            |      |         |             |                 | Srbický potok        | 49°20′38″ s. š., 13°20′27″ v. d. | Srbice u Mochtína           |            |                                                          |
| Kuchyňka                     |      |         |             |                 | Černíčský potok      | 49°18′42″ s. š., 13°33′54″ v. d. | Miřenice                    |            |                                                          |
| Kusmoukovský rybník          |      |         |             |                 | Kusmoukovský potok   | 49°20′30″ s. š., 13°14′38″ v. d. | Klenová                     |            |                                                          |
| Kvaslický rybník             |      |         |             |                 | Habartický potok     | 49°23′36″ s. š., 13°25′8″ v. d.  | Kvaslice                    |            |                                                          |
| Laka                         |      |         |             |                 | Jezerní potok        | 49°6′39″ s. š., 13°19′41″ v. d.  | Hůrka u Železné Rudy        |            |                                                          |
| Lehonec                      |      |         |             |                 |                      | 49°18′32″ s. š., 13°32′44″ v. d. | Otěšín                      |            | též Lehovec                                              |
| Lešišovský rybník            |      |         |             |                 |                      | 49°15′53″ s. š., 13°28′20″ v. d. | Lešišov                     |            |                                                          |
| Letovský rybník              |      |         |             |                 | Černíčský potok      | 49°19′17″ s. š., 13°31′13″ v. d. | Letovy                      |            |                                                          |
| Lhota                        |      |         |             |                 | Pačejovský potok     | 49°21′31″ s. š., 13°40′31″ v. d. | Horažďovická Lhota          |            |                                                          |
| Liteňský rybník              |      |         |             |                 |                      | 49°26′35″ s. š., 13°11′49″ v. d. | Slatina u Chudenic          |            |                                                          |
| Litovec                      |      |         |             |                 |                      | 49°14′37″ s. š., 13°39′18″ v. d. | Bílenice                    |            |                                                          |
| Lomecký rybník               |      |         |             |                 |                      | 49°14′54″ s. š., 13°36′24″ v. d. | Čímice u Sušice             |            |                                                          |
| Lotrovský rybník             |      |         |             |                 | Bezpravovický potok  | 49°26′57″ s. š., 13°10′32″ v. d. | Chudenice                   |            | také Lotrov                                              |
| Loučovský rybník             |      |         |             |                 | Úslava               | 49°26′42″ s. š., 13°28′3″ v. d.  | Mlýnské Struhadlo           |            |                                                          |
| Louže                        |      |         |             |                 |                      | 49°23′34″ s. š., 13°18′35″ v. d. | Klatovy                     |            |                                                          |
| Luční rybník                 |      |         |             |                 | Mačický potok        | 49°15′19″ s. š., 13°41′46″ v. d. | Frymburk u Sušice           |            |                                                          |
| Majdlovec                    |      |         |             |                 | Mačický potok        | 49°13′7″ s. š., 13°39′56″ v. d.  | Bukovník                    |            | též Nad Vsí                                              |
| Malá Blýskota                |      |         |             |                 | Březový potok        | 49°22′50″ s. š., 13°38′8″ v. d.  | Pačejov                     |            | též Malý Blýskota                                        |
| Malá Strana                  |      |         |             |                 |                      | 49°16′45″ s. š., 13°30′52″ v. d. | Zbynice                     |            |                                                          |
| Malkovec                     |      |         |             |                 |                      | 49°14′17″ s. š., 13°37′2″ v. d.  | Dražovice u Sušice          |            |                                                          |
| Maloborský rybník            |      |         |             |                 |                      | 49°19′27″ s. š., 13°38′26″ v. d. | Malý Bor                    |            |                                                          |
| Malý Babín                   |      |         |             |                 |                      | 49°20′8″ s. š., 13°45′7″ v. d.   | Horažďovice                 |            |                                                          |
| Malý Chalupák                |      |         |             |                 |                      | 49°17′15″ s. š., 13°29′58″ v. d. | Zbynice                     |            |                                                          |
| Malý Mysliv                  |      |         |             |                 | Myslívský potok      | 49°24′29″ s. š., 13°35′25″ v. d. | Myslív                      |            |                                                          |
| Malý Prácheňský              |      |         |             |                 |                      | 49°19′ s. š., 13°41′24″ v. d.    | Velké Hydčice               |            |                                                          |
| Malý rybník                  |      |         |             |                 |                      | 49°13′43″ s. š., 13°27′0″ v. d.  | Posobice                    |            | též Žižkovský IV.                                        |
| Malý rybník                  |      |         |             |                 |                      | 49°16′11″ s. š., 13°41′36″ v. d. | Kejnice                     |            | též Malý kejnický rybník                                 |
| Malý rybník                  |      |         |             |                 |                      | 49°17′47″ s. š., 13°23′24″ v. d. | Jindřichovice u Malonic     |            |                                                          |
| Malý Šibeňák                 |      |         |             |                 |                      | 49°18′8″ s. š., 13°42′28″ v. d.  | Boubín                      |            |                                                          |
| Malý u Mlázov                |      |         |             |                 | Boříkovský potok     | 49°18′39″ s. š., 13°24′52″ v. d. | Mlázovy                     |            |                                                          |
| Mezihoří                     |      |         |             |                 |                      | 49°29′30″ s. š., 13°15′4″ v. d.  | Mezihoří u Švihova          |            |                                                          |
| Mistrovák                    |      |         |             |                 |                      | 49°24′29″ s. š., 13°40′40″ v. d. | Defurovy Lažany             |            |                                                          |
| Míšek                        |      |         |             |                 | Petrovický potok     | 49°25′54″ s. š., 13°25′49″ v. d. | Němčice u Klatov            |            | Nemčický potok                                           |
| Mlynářský rybník             |      |         |             |                 | Hájek                | 49°24′26″ s. š., 13°40′34″ v. d. | Defurovy Lažany             |            |                                                          |
| Mlynářův rybník              |      |         |             |                 | Podmokelský potok    | 49°13′43″ s. š., 13°34′47″ v. d. | Podmokly u Sušice           |            |                                                          |
| Mlýnec                       |      |         |             |                 |                      | 49°18′26″ s. š., 13°29′58″ v. d. | Krutěnice                   |            |                                                          |
| Mlýnek                       |      |         |             |                 |                      | 49°21′19″ s. š., 13°15′55″ v. d. | Týnec u Janovic nad Úhlavou |            |                                                          |
| Mlýnský rybník               |      |         |             |                 | Jindřichovický potok | 49°17′39″ s. š., 13°24′45″ v. d. | Jindřichovice u Malonic     |            |                                                          |
| Mlýnský rybník               |      |         |             |                 | Mačický potok        | 49°14′57″ s. š., 13°42′16″ v. d. | Frymburk u Sušice           |            |                                                          |
| Mlýnský rybník               |      |         |             |                 | Pačejovský potok     | 49°20′57″ s. š., 13°41′7″ v. d.  | Třebomyslice u Horažďovic   |            |                                                          |
| Mlýnský rybník               |      |         |             |                 | Svéradický potok     | 49°22′27″ s. š., 13°43′49″ v. d. | Svéradice                   |            |                                                          |
| Mlýnský rybník               |      |         |             |                 | Točnický potok       | 49°22′23″ s. š., 13°22′10″ v. d. | Hoštice u Mochtína          |            | též Hoštický rybník                                      |
| Mokrá                        |      |         |             |                 |                      | 49°19′25″ s. š., 13°41′7″ v. d.  | Zářečí u Horažďovic         |            |                                                          |
| Morávka                      |      |         |             |                 | Svéradický potok     | 49°23′57″ s. š., 13°43′13″ v. d. | Chanovice                   |            |                                                          |
| Myslívský rybník             |      |         |             |                 | Myslívský potok      | 49°24′14″ s. š., 13°35′23″ v. d. | Milčice                     |            |                                                          |
| Mýto                         |      |         |             |                 | Hájek                | 49°24′5″ s. š., 13°40′53″ v. d.  | Defurovy Lažany             |            |                                                          |
| Na Kovárně                   |      |         |             |                 | Kalný potok          | 49°19′56″ s. š., 13°23′16″ v. d. | Hradiště u Boříkov          |            |                                                          |
| nádrž pro vodní el. Vydru    |      |         |             |                 |                      | 49°5′57″ s. š., 13°28′35″ v. d.  | Srní I                      |            |                                                          |
| Nadveský rybník              |      |         |             |                 |                      | 49°13′41″ s. š., 13°40′22″ v. d. | Mačice                      |            |                                                          |
| Narouškovec                  |      |         |             |                 | Mačický potok        | 49°12′49″ s. š., 13°39′55″ v. d. | Bukovník                    |            | též Marouškovec                                          |
| Návesní rybník               |      |         |             |                 |                      | 49°18′45″ s. š., 13°39′40″ v. d. | Týnec u Hliněného Újezdu    |            |                                                          |
| Návesní rybník               |      |         |             |                 |                      | 49°20′41″ s. š., 13°18′0″ v. d.  | Vrhaveč u Klatov            |            | též Návesný rybník                                       |
| Návesní                      |      |         |             |                 |                      | 49°19′11″ s. š., 13°26′14″ v. d. | Vlčkovice u Kolince         |            |                                                          |
| Němčický rybník              |      |         |             |                 | Němčický potok       | 49°16′29″ s. š., 13°16′ v. d.    | Horní Němčice u Čachrova    |            |                                                          |
| Nesvačil                     |      |         |             |                 | Nekvasovský potok    | 49°25′10″ s. š., 13°40′4″ v. d.  | Černice u Defurových Lažan  |            |                                                          |
| Netopýr                      |      |         |             |                 | Točnický potok       | 49°22′16″ s. š., 13°22′41″ v. d. | Hoštice u Mochtína          |            | též Hoštický potok                                       |
| Novec                        |      |         |             |                 | Nalžovský potok      | 49°20′18″ s. š., 13°32′45″ v. d. | Nalžovské Hory              |            |                                                          |
| Novohuťská nádrž             |      |         |             |                 | Novohuťský potok     | 48°59′18″ s. š., 13°27′10″ v. d. | Filipova Huť                |            | též bývalá Novohuťská nádrž                              |
| Nový rybník                  |      |         |             |                 |                      | 49°14′48″ s. š., 13°40′45″ v. d. | Damětice                    |            |                                                          |
| Nový rybník                  |      |         |             |                 |                      | 49°15′54″ s. š., 13°29′32″ v. d. | Hrádek u Sušice             |            | není v mapy.cz                                           |
| Nový rybník                  |      |         |             |                 |                      | 49°18′5″ s. š., 13°18′35″ v. d.  | Běšiny                      |            |                                                          |
| Nový rybník                  |      |         |             |                 |                      | 49°23′16″ s. š., 13°41′21″ v. d. | Újezd u Chanovic            |            |                                                          |
| Nový rybník                  |      |         |             |                 | Kovčínský potok      | 49°25′8″ s. š., 13°38′8″ v. d.   | Kvášňovice                  |            |                                                          |
| Nový rybník                  |      |         |             |                 | Petrovický potok     | 49°25′46″ s. š., 13°25′52″ v. d. | Němčice u Klatov            |            | Nemčický potok                                           |
| Nový rybník                  |      |         |             |                 | Petrovický potok     | 49°26′6″ s. š., 13°23′19″ v. d.  | Petrovičky u Předslavi      |            | Nemčický potok                                           |
| Nový rybník                  |      |         |             |                 | Točnický potok       | 49°23′11″ s. š., 13°20′39″ v. d. | Kydliny                     |            | též Hoštický potok                                       |
| Nový rybník                  |      |         |             |                 | Točnický potok       | 49°26′32″ s. š., 13°18′40″ v. d. | Točník u Klatov             |            |                                                          |
| Nový rybník                  |      |         |             |                 | Úslava               | 49°20′36″ s. š., 13°28′8″ v. d.  | Zavlekov                    |            |                                                          |
| Nový                         |      |         |             |                 |                      | 49°22′56″ s. š., 13°37′45″ v. d. | Pačejov                     |            | též Nový Pačejov                                         |
| Ohrada                       |      |         |             |                 | Svéradický potok     | 49°24′16″ s. š., 13°42′57″ v. d. | Chanovice                   |            |                                                          |
| Ostrov                       |      |         |             |                 | Zhůřecký potok       | 49°21′33″ s. š., 13°46′41″ v. d. | Slivonice                   |            |                                                          |
| Ostrovský rybník             |      |         |             |                 |                      | 49°17′19″ s. š., 13°23′23″ v. d. | Malonice                    |            | též Ostrov                                               |
| Ostrovský rybník             |      |         |             |                 |                      | 49°18′1″ s. š., 13°18′38″ v. d.  | Běšiny                      |            |                                                          |
| Ovčácký rybník               |      |         |             |                 |                      | 49°13′48″ s. š., 13°27′9″ v. d.  | Posobice                    |            | též Žižkovský II.                                        |
| Ovčák                        |      |         |             |                 |                      | 49°19′ s. š., 13°26′27″ v. d.    | Vlčkovice u Kolince         |            |                                                          |
| Ovčák                        |      |         |             |                 |                      | 49°22′55″ s. š., 13°13′23″ v. d. | Bezděkov u Klatov           |            |                                                          |
| Ozubec                       |      |         |             |                 | Petrovický potok     | 49°25′49″ s. š., 13°25′42″ v. d. | Němčice u Klatov            |            | Nemčický potok                                           |
| Pačinec                      |      |         |             |                 |                      | 49°18′31″ s. š., 13°30′12″ v. d. | Krutěnice                   |            | též Ptačinec                                             |
| Panenský rybník              |      |         |             |                 | Svéradický potok     | 49°24′7″ s. š., 13°43′6″ v. d.   | Chanovice                   |            |                                                          |
| Panský nezamyslický rybník   |      |         |             |                 | Damětický potok      | 49°15′55″ s. š., 13°39′27″ v. d. | Nezamyslice u Horažďovic    |            |                                                          |
| Panský nový rybník           |      |         |             |                 |                      | 49°15′36″ s. š., 13°39′55″ v. d. | Nezamyslice u Horažďovic    |            |                                                          |
| Panský rybník                |      |         |             |                 |                      | 49°11′54″ s. š., 13°30′43″ v. d. | Dlouhá Ves u Sušice         |            |                                                          |
| Panský rybník                |      |         |             |                 |                      | 49°18′51″ s. š., 13°23′26″ v. d. | Sluhov                      |            |                                                          |
| Parkáň                       |      |         |             |                 | Srbický potok        | 49°20′1″ s. š., 13°20′14″ v. d.  | Střeziměř                   |            |                                                          |
| Pařezitý rybník              |      |         |             |                 |                      | 49°19′32″ s. š., 13°30′34″ v. d. | Letovy                      |            |                                                          |
| Pásaný rybník                |      |         |             |                 |                      | 49°23′19″ s. š., 13°42′17″ v. d. | Holkovice                   |            |                                                          |
| Pastuška                     |      |         |             |                 |                      | 49°18′50″ s. š., 13°39′29″ v. d. | Týnec u Hliněného Újezdu    |            |                                                          |
| Pašek                        |      |         |             |                 | Hájek                | 49°23′59″ s. š., 13°40′50″ v. d. | Defurovy Lažany             |            |                                                          |
| Pichadlák                    |      |         |             |                 |                      | 49°16′43″ s. š., 13°29′33″ v. d. | Zbynice                     |            | též Pichadlík                                            |
| Pila                         |      |         |             |                 | Hájek                | 49°23′16″ s. š., 13°40′55″ v. d. | Újezd u Chanovic            |            |                                                          |
| Pilský rybník                |      |         |             |                 | Petrovický potok     | 49°26′22″ s. š., 13°22′59″ v. d. | Měcholupy u Předslavi       |            | Měcholupský potok                                        |
| Pískovna                     |      |         |             |                 |                      | 49°23′16″ s. š., 13°15′6″ v. d.  | Klatovy                     |            |                                                          |
| Plantáž                      |      |         |             |                 |                      | 49°19′12″ s. š., 13°40′0″ v. d.  | Zářečí u Horažďovic         |            | Břenský rybník                                           |
| Plodovák                     |      |         |             |                 | Pečetínský potok     | 49°24′52″ s. š., 13°24′39″ v. d. | Pečetín                     |            | též Domažlický potok                                     |
| Pod Černým jezerem           |      |         |             |                 | Úhlava               | 49°11′29″ s. š., 13°12′32″ v. d. | Hojsova Stráž               |            |                                                          |
| Podhorský rybník             |      |         |             |                 |                      | 49°24′56″ s. š., 13°42′51″ v. d. | Chanovice                   |            |                                                          |
| Podhrázský dražovický rybník |      |         |             |                 |                      | 49°13′22″ s. š., 13°35′52″ v. d. | Podmokly u Sušice           |            |                                                          |
| Podkostelní rybník           |      |         |             |                 | Nezamyslický potok   | 49°16′4″ s. š., 13°40′9″ v. d.   | Nezamyslice u Horažďovic    |            |                                                          |
| Podolský rybník              |      |         |             |                 | Bílenický potok      | 49°14′3″ s. š., 13°38′14″ v. d.  | Bílenice                    |            |                                                          |
| Podstránský rybník           |      |         |             |                 | Úhlava               | 49°21′47″ s. š., 13°14′3″ v. d.  | Dolní Lhota u Klatov        |            |                                                          |
| Podveský rybník              |      |         |             |                 |                      | 49°13′35″ s. š., 13°40′43″ v. d. | Mačice                      |            |                                                          |
| Podveský rybník              |      |         |             |                 |                      | 49°18′6″ s. š., 13°41′52″ v. d.  | Boubín                      |            | též Pod vsí                                              |
| Potocký rybník               |      |         |             |                 |                      | 49°18′28″ s. š., 13°39′38″ v. d. | Týnec u Hliněného Újezdu    |            |                                                          |
| Prášilské jezero             |      |         |             |                 | Jezerní potok        | 49°4′31″ s. š., 13°23′59″ v. d.  | Prášily                     |            |                                                          |
| Prostřední Babín             |      |         |             |                 |                      | 49°20′4″ s. š., 13°44′52″ v. d.  | Horažďovice                 |            |                                                          |
| Prostřední rybník            |      |         |             |                 |                      | 49°13′47″ s. š., 13°27′3″ v. d.  | Posobice                    |            | též Žižkovský III.                                       |
| Prostřední rybník            |      |         |             |                 |                      | 49°16′15″ s. š., 13°41′32″ v. d. | Kejnice                     |            | též Prostřední kejnický rybník                           |
| Prostřední rybník            |      |         |             |                 |                      | 49°28′45″ s. š., 13°26′46″ v. d. | Radkovice u Měčína          |            |                                                          |
| Prostřední Újezd             |      |         |             |                 |                      | 49°23′40″ s. š., 13°41′22″ v. d. | Újezd u Chanovic            |            |                                                          |
| Předota                      |      |         |             |                 | Víska                | 49°25′5″ s. š., 13°41′12″ v. d.  | Černice u Defurových Lažan  |            |                                                          |
| Přestanický rybník           |      |         |             |                 | Kalný potok          | 49°14′44″ s. š., 13°25′14″ v. d. | Přestanice                  |            |                                                          |
| Ptačí nádrž                  |      |         |             |                 | Ptačí potok          | 48°59′10″ s. š., 13°30′35″ v. d. | Filipova Huť                |            | též bývalá Ptačí nádrž                                   |
| Pustý rybník                 |      |         |             |                 |                      | 49°15′10″ s. š., 13°43′20″ v. d. | Frymburk u Sušice           |            |                                                          |
| Rabský rybník                |      |         |             |                 |                      | 49°15′28″ s. š., 13°43′51″ v. d. | Frymburk u Sušice           |            |                                                          |
| Sázka                        |      |         |             |                 |                      | 49°16′0″ s. š., 13°41′45″ v. d.  | Kejnice                     |            |                                                          |
| Sedlečský rybník             |      |         |             |                 | Sedlečský potok      | 49°18′28″ s. š., 13°31′38″ v. d. | Otěšín                      |            |                                                          |
| Sedlice                      |      |         |             |                 |                      | 49°21′15″ s. š., 13°36′8″ v. d.  | Břežany                     |            |                                                          |
| Sítovec                      |      |         |             |                 |                      | 49°18′18″ s. š., 13°32′3″ v. d.  | Otěšín                      |            | též Okounový rybník                                      |
| Smetiprach                   |      |         |             |                 | Točnický potok       | 49°23′47″ s. š., 13°21′13″ v. d. | Kydliny                     |            | též Hoštický potok                                       |
| Smrčský rybník               |      |         |             |                 |                      | 49°19′16″ s. š., 13°26′41″ v. d. | Vlčkovice u Kolince         |            |                                                          |
| Smrkáček                     |      |         |             |                 |                      | 49°20′ s. š., 13°14′46″ v. d.    | Klenová                     |            |                                                          |
| Smrkovský                    |      |         |             |                 |                      | 49°20′13″ s. š., 13°35′45″ v. d. | Smrkovec u Hradešic         |            | též Velký Smrkovec                                       |
| Sodoma                       |      |         |             |                 |                      | 49°21′14″ s. š., 13°16′18″ v. d. | Týnec u Janovic nad Úhlavou |            |                                                          |
| Starý rybník                 |      |         |             |                 |                      | 49°24′44″ s. š., 13°43′26″ v. d. | Chanovice                   |            |                                                          |
| Stašín                       |      |         |             |                 |                      | 49°22′43″ s. š., 13°44′27″ v. d. | Svéradice                   |            |                                                          |
| Stránský                     |      |         |             |                 |                      | 49°16′4″ s. š., 13°41′52″ v. d.  | Kejnice                     |            |                                                          |
| Strašné                      |      |         |             |                 |                      | 49°19′4″ s. š., 13°34′33″ v. d.  | Černíč u Hradešic           |            | též Strašný                                              |
| Stržený                      |      |         |             |                 |                      | 49°23′29″ s. š., 13°42′7″ v. d.  | Dobrotice u Chanovic        |            |                                                          |
| Svojšický mlýnský rybník     |      |         |             |                 | Kalný potok          | 49°14′24″ s. š., 13°27′34″ v. d. | Svojšice u Sušice           |            |                                                          |
| Svojšický návesní rybník     |      |         |             |                 | Kalný potok          | 49°14′33″ s. š., 13°27′3″ v. d.  | Svojšice u Sušice           |            |                                                          |
| Šárský rybník                |      |         |             |                 |                      | 49°16′57″ s. š., 13°23′39″ v. d. | Malonice                    |            |                                                          |
| Šípov                        |      |         |             |                 | Mlýnský potok        | 49°21′2″ s. š., 13°35′46″ v. d.  | Břežany                     |            |                                                          |
| Škrobárenské rybníky         |      |         |             |                 |                      | 49°18′53″ s. š., 13°42′53″ v. d. | Horažďovice                 |            | též Škrobárenský                                         |
| Šlechtov                     |      |         |             |                 |                      | 49°15′4″ s. š., 13°41′57″ v. d.  | Frymburk u Sušice           |            |                                                          |
| Špargl                       |      |         |             |                 |                      | 49°23′1″ s. š., 13°18′32″ v. d.  | Klatovy                     |            |                                                          |
| Třebíšovský rybník           |      |         |             |                 | Petrovický potok     | 49°26′4″ s. š., 13°24′40″ v. d.  | Třebíšov                    |            | Nemčický potok                                           |
| U Kumbalů                    |      |         |             |                 | Srbický potok        | 49°19′47″ s. š., 13°20′19″ v. d. | Střeziměř                   |            |                                                          |
| U Mlýna                      |      |         |             |                 | Mlýnský potok        | 49°22′9″ s. š., 13°32′40″ v. d.  | Velenovy                    |            |                                                          |
| Úžlebec                      |      |         |             |                 | Rudoltický potok     | 49°25′ s. š., 13°7′35″ v. d.     | Černíkov                    |            |                                                          |
| V brodcích                   |      |         |             |                 |                      | 49°17′59″ s. š., 13°21′50″ v. d. | Střítež u Malonic           |            | též V Brodcích                                           |
| V Hradešíně                  |      |         |             |                 |                      | 49°18′58″ s. š., 13°36′50″ v. d. | Hradešice                   |            |                                                          |
| V Parku                      |      |         |             |                 | Boříkovský potok     | 49°19′35″ s. š., 13°23′23″ v. d. | Boříkovy                    |            |                                                          |
| V Týnicích                   |      |         |             |                 |                      | 49°23′29″ s. š., 13°29′23″ v. d. | Plánice                     |            |                                                          |
| Vacovský rybník              |      |         |             |                 |                      | 49°21′20″ s. š., 13°15′16″ v. d. | Vacovy                      |            |                                                          |
| Váchovec                     |      |         |             |                 | Boříkovský potok     | 49°18′50″ s. š., 13°23′39″ v. d. | Mlázovy                     |            |                                                          |
| Valcha                       |      |         |             |                 | Černíčský potok      | 49°19′35″ s. š., 13°29′31″ v. d. | Zavlekov                    |            |                                                          |
| Vandrovský rybník            |      |         |             |                 |                      | 49°24′10″ s. š., 13°42′8″ v. d.  | Újezd u Chanovic            |            |                                                          |
| Vaňkovka                     |      |         |             |                 |                      | 49°13′23″ s. š., 13°37′58″ v. d. | Žihobce                     |            |                                                          |
| Ve Špici                     |      |         |             |                 |                      | 49°19′8″ s. š., 13°41′54″ v. d.  | Velké Hydčice               |            |                                                          |
| Vechtrovský rybník           |      |         |             |                 |                      | 49°17′29″ s. š., 13°23′50″ v. d. | Jindřichovice u Malonic     |            |                                                          |
| Veléšický rybník             |      |         |             |                 | Pačejovský potok     | 49°21′45″ s. š., 13°38′34″ v. d. | Velešice u Pačejova         |            |                                                          |
| Velká Blýskota               |      |         |             |                 | Březový potok        | 49°22′57″ s. š., 13°38′3″ v. d.  | Pačejov                     |            | též Velký Blýskota                                       |
| Velká Strana                 |      |         |             |                 |                      | 49°16′35″ s. š., 13°30′34″ v. d. | Zbynice                     |            |                                                          |
| Velkoborský rybník           |      |         |             |                 | Velkoborský potok    | 49°21′41″ s. š., 13°42′11″ v. d. | Velký Bor u Horažďovic      |            |                                                          |
| Velký Babín                  |      |         |             |                 |                      | 49°20′7″ s. š., 13°44′24″ v. d.  | Horažďovice                 |            |                                                          |
| Velký Chalupák               |      |         |             |                 |                      | 49°17′15″ s. š., 13°29′54″ v. d. | Zbynice                     |            |                                                          |
| Velký rybník                 |      |         |             |                 |                      | 49°13′42″ s. š., 13°27′20″ v. d. | Žikov                       |            | též Žižkovský I.                                         |
| Velký rybník                 |      |         |             |                 |                      | 49°16′18″ s. š., 13°41′25″ v. d. | Kejnice                     |            | též Velký kejnický rybník                                |
| Velký rybník                 |      |         |             |                 |                      | 49°23′35″ s. š., 13°41′46″ v. d. | Újezd u Chanovic            |            |                                                          |
| Velký Šibeňák                |      |         |             |                 |                      | 49°18′3″ s. š., 13°42′14″ v. d.  | Boubín                      |            |                                                          |
| Vesní rybník                 |      |         |             |                 | Petrovický potok     | 49°26′29″ s. š., 13°22′38″ v. d. | Měcholupy u Předslavi       |            | Měcholupský potok                                        |
| Vicín                        |      |         |             |                 |                      | 49°23′38″ s. š., 13°43′13″ v. d. | Dobrotice u Chanovic        |            |                                                          |
| Vidlák                       |      |         |             |                 | Hradišťský potok     | 49°24′58″ s. š., 13°43′24″ v. d. | Bezděkov u Kasejovic        |            | na hranici, okres Plzeň-jih dle KN                       |
| Vítkovický rybník            |      |         |             |                 | Habartický potok     | 49°24′3″ s. š., 13°25′28″ v. d.  | Kvaslice                    |            |                                                          |
| vodní nádrž Nýrsko           |      |         |             |                 | Úhlava               | 49°15′19″ s. š., 13°9′7″ v. d.   | Hamry na Šumavě             |            |                                                          |
| Vokatý                       |      |         |             |                 |                      | 49°16′ s. š., 13°41′44″ v. d.    | Kejnice                     |            |                                                          |
| Voráček                      |      |         |             |                 | Petrovický potok     | 49°25′52″ s. š., 13°25′36″ v. d. | Němčice u Klatov            |            | Nemčický potok                                           |
| Vrácení                      |      |         |             |                 |                      | 49°14′16″ s. š., 13°39′33″ v. d. | Bílenice                    |            |                                                          |
| Vránovka                     |      |         |             |                 |                      | 49°13′37″ s. š., 13°37′52″ v. d. | Žihobce                     |            |                                                          |
| Vržebník                     |      |         |             |                 | Hájek                | 49°24′23″ s. š., 13°40′55″ v. d. | Defurovy Lažany             |            |                                                          |
| Za Školou                    |      |         |             |                 | Jindřichovický potok | 49°17′45″ s. š., 13°23′24″ v. d. | Jindřichovice u Malonic     |            |                                                          |
| Zadní rybník                 |      |         |             |                 |                      | 49°28′26″ s. š., 13°27′14″ v. d. | Radkovice u Měčína          |            |                                                          |
| Zákup                        |      |         |             |                 |                      | 49°22′57″ s. š., 13°40′34″ v. d. | Jetenovice                  |            |                                                          |
| Zámecký rybník               |      |         |             |                 | Jindřichovický potok | 49°17′55″ s. š., 13°23′29″ v. d. | Jindřichovice u Malonic     |            |                                                          |
| Zbuzec                       |      |         |             |                 | Mlýnský potok        | 49°20′59″ s. š., 13°36′9″ v. d.  | Břežany                     |            | též Zbuzovec                                             |
| Zmrzlík                      |      |         |             |                 | Mlýnský potok        | 49°19′35″ s. š., 13°39′37″ v. d. | Malý Bor                    |            |                                                          |
| Žabikuch                     |      |         |             |                 |                      | 49°24′29″ s. š., 13°43′44″ v. d. | Chanovice                   |            |                                                          |
| Žákov                        |      |         |             |                 |                      | 49°18′49″ s. š., 13°35′9″ v. d.  | Černíč u Hradešic           |            |                                                          |
| Žebrák                       |      |         |             |                 |                      | 49°18′56″ s. š., 13°42′9″ v. d.  | Horažďovice                 |            |                                                          |
| Židovský rybník              |      |         |             |                 |                      | 49°24′32″ s. š., 13°40′35″ v. d. | Defurovy Lažany             |            |                                                          |